# Egyptská republika (1953–1958)
Egyptská republika byl název dnešního Egypta v letech od roku 1953, kdy byla svržena monarchie, až do roku 1958, kdy Egypt a Sýrie vytvořily federativní Sjednocenou arabskou republiku. Vzniku předcházela egyptská revoluce.